# Windglider

Ilustração de uma embarcação da classe Windglider.

A classe Windglider é uma classe de iates clássicos de corrida. Trata-se de uma prancha à vela originalmente projetada por Fred Ostermann e fabricada na Europa pela Dufour. O Windglider usava vela de 6,5 m² (70 pés quadrados), mas o uso de arnês não era permitido. A bolina pesava cerca de 4 kg (8,8 lb) e era carregada sobre o ombro do marinheiro durante as pernas do vento. O percurso olímpico de nove milhas náuticas de 1984 valorizou a força e a preparação física dos competidores.